# Polymera (Polymera) unipunctata
Polymera (Polymera) unipunctata is een tweevleugelige uit de familie steltmuggen (Limoniidae). De soort komt voor in het Neotropisch gebied.